# Pseudacanthicus spinosus
Pseudacanthicus spinosus es una especie de peces de la familia Loricariidae en el orden de los Siluriformes.

## Morfología
Los machos pueden llegar alcanzar los 26 cm de longitud total.

## Hábitat
Es un pez de agua dulce y de clima tropical (20 °C-24 °C).

## Distribución geográfica
Se encuentran en Sudamérica:  cuenca del río Amazonas.